# Бухгольц, Сабрина
Сабрина Бухгольц (нем. Sabrina Buchholz; 5 марта 1980, Шмалькальден, Зуль, ГДР) — немецкая биатлонистка. 
- Чемпионка мира 2008 года в смешанной эстафете.
- Обладательница трёх золотых и одной серебряной медалей на чемпионате мира среди юниоров в 2000 году.

## Спортивная карьера
Сабрина начала заниматься биатлоном в спортивной гимназии Оберхофа в 1992 году, когда ей было 12 лет. В 1999 году приняла участие на юниорском чемпионате мира в словенской Поклюке, лучшим достижением стало 4-е место в индивидуальной гонке, в спринте и преследовании показала 13-й и 9-й результат соответственно. Уже на следующем чемпионате в австрийском Хохфильцене Бухгольц одержала уверенные победы в спринте, преследовании и эстафете, а в индивидуальной гонке завоевала серебряную медаль. Несмотря на блистательные результаты, из-за большой конкуренции в команде Сабрина не может закрепиться в основном составе сборной и ей приходится выступать на Кубке Европы. В сезоне 2006/07 Бухгольц одержала 5 побед на Кубке Европы, но в Кубке Мира её лучшими результатами стали 13-е и 17-е места. Следующий звёздный час Сабрины состоялся на чемпионате мира в Эстерсунде в 2008 году. Там она завоевала золотую медаль в смешанной эстафете. В целом сезон 2007/08 оказался успешным, три попадания в десятку на этапах Кубка мира, 18-е место в общем зачёте и как итог закрепление в основной сборной. Однако первая половина сезона 2008/09 для Сабрины не получилась, перед чемпионатом мира в Пхёнчхане она занимала лишь 64-е место в общем зачёте, а лучшим результатом стало 22-е место в спринте.
Сезон 2009—2010 стал для Сабрины одним из наиболее успешных. Восемь раз она одержала победу на этапах Кубка IBU и, как следствие, стала победителем в общем зачете. Завершила спортсменка этот сезон 11-м местом на финальном этапе Кубка мира по биатлону.
Завершила спортивную карьеру после сезона 2011/2012.

## Сводная статистика

### Сезоны кубка мира
| Сезон   | ОЗ   | ИГЗ  | СЗ   | ГПЗ  | МСЗ  |
| ------- | ---- | ---- | ---- | ---- | ---- |
| 2000/01 | 59-я | -    | 45-я | -    | -    |
| 2001/02 | 62-я | 57-я | -    | 55-я | -    |
| 2003/04 | 46-я | -    | 49-я | 35-я | -    |
| 2004/05 | 44-я | 41-я | 46-я | 38-я | -    |
| 2006/07 | 38-я | 24-я | 42-я | 43-я | 41-я |
| 2007/08 | 18-я | 36-я | 11-я | 23-я | 22-я |
| 2008/09 | 73-я | 74-я | 73-я | 64-я | -    |
| 2009/10 | 71-я | -    | 61-я | -    | -    |
| 2010/11 | 30-я | 26-я | 33-я | 35-я | 29-я |
| 2011/12 | 67-я | 33-я | -    | -    | -    |

### Лучшие гонки в кубке мира
| Дисциплина           | Место проведения | Сезон   | Результат |
| -------------------- | ---------------- | ------- | --------- |
| Индивидуальная гонка | Эстерсунд        | 2006/07 | 6-я       |
| Спринт               | Хохфильцен       | 2007/08 | 5-я       |
| Гонка преследования  | Оберхоф          | 2004/05 | 7-я       |
| Масс-старт           | Форт-Кент        | 2010/11 | 8-я       |

### Эстафетные гонки за сборную
| Сезон   | Соревнование   | Дисциплина         | Место проведения  | Этап | Стрельба | Результат |
| ------- | -------------- | ------------------ | ----------------- | ---- | -------- | --------- |
| 2001/02 | Кубок мира     | Эстафета           | Разун-Антерсельва | 4-й  | 1+0      | 8-й       |
| 2007/08 | Кубок мира     | Эстафета           | Поклюка           | 2-й  | 2+0      | 1-й       |
| 2007/08 | Кубок мира     | Эстафета           | Рупольдинг        | 3-й  | 3+0      | 1-й       |
| 2007/08 | Чемпионат мира | Смешанная эстафета | Эстерсунд         | 1-й  | 0+0      | 1-й       |
| 2008/09 | Кубок мира     | Эстафета           | Оберхоф           | 3-й  | 3+1      | 2-й       |
| 2010/11 | Кубок мира     | Эстафета           | Хохфильцен        | 3-й  | 3+0      | 1-й       |
| 2010/11 | Кубок мира     | Эстафета           | Разун-Антерсельва | 1-й  | 3+2      | 3-й       |
| 2011/12 | Кубок мира     | Эстафета           | Оберхоф           | 3-й  | 3+0      | 4-й       |

### Выступления на чемпионатах мира
| Сезон | ИГ   | СГ | ГП | МС   | КЭ | СЭ  |
| ----- | ---- | -- | -- | ---- | -- | --- |
| 2008  | -    | -  | -  | 26-я | -  | 1-я |
| 2011  | 20-я | -  | -  | -    | -  | -   |